# Biserica Sfântul Anton de Padova din București
Biserica Sf. Anton de Padova este un lăcaș de cult romano-catolic situat în cartierul Colentina din București, pe  str. Magnoliei, nr. 113-115, și servește drept parohie a Arhiepiscopiei Romano-Catolice de București.

## Istoria
Inițial a fost construită o capelă în cinstea sfântului Anton de Padova în anul 1936, pentru grija spirituală și pastorală a credincioșilor catolici situați în cartierul Colentina din București și împrejurimi: Obor, Tei, Andronache etc. Pr. Gheorghe Árpád Horváth, parohul Bărăției, a văzut nevoia pastorală a familiilor catolice din Colentina și a căutat un loc pentru a construi o biserică în zonă. În ianuarie 1936 arhiepiscopul Alexandru Theodor Cisar a cumpărat terenul și imobilul din strada Turtucaia, nr. 115 (actuala str. Magnoliei), iar pe 8 noiembrie 1936 a sfințit noul lăcaș de cult. Capela a fost proiectată după planurile arhitectului Carol Cortobius. Basorelieful monumental de pe fațada bisericii, reprezentându-l pe Anton de Padova, a fost realizat de sculptorul Iosif Fekete în anul 1936.
Biserica actuală a fost consacrată de arhiepiscopul mitropolit Ioan Robu în anul 2012. Biserica veche a suferit daune importante din cauza cutremurilor și parohul de atunci, pr. Liviu Bălăscuți a demarat lucrările pentru a construi o nouă biserică mai mare. Arhitectul Andrej Stepancic a proiectat noul lăcaș de cult păstrând turnul cu basorelieful sfântului Anton de Padova, operă a sculptorului Iosif Fekete. Proiectul de structură al noii Biserici a fost întocmit de inginerii Rodica si Gheorghe Popescu.
Hramul bisericii este sărbătorit în ziua de 13 iunie.

## Parohia
Parohia teritorială a Sf. Anton de Padova a fost înființată propriu zis în anul 1985. Din 1936 până la 1 ianuarie 1985 parohia a fost deservită de preoții de la Catedrala Sfântul Iosif, Biserica Bărăția și parohia catolica din Bucureștii Noi. Din ianuarie Biserica Sf. Anton a 1985 a avut paroh propriu.
Primul paroh a fost pr. Petre Dâm (1985-2008), după care a urmat pr. Liviu-Vasile Bălăscuți (2008-2012), iar actualmente este pr. Ciprian Andrei.
Între anii 1936-1985 comunitatea catolică a fost deservită de următorii parohi:
pr. Joseph Schubert (1936-1951);
pr. Edmond Barciovschi (1951-1966);
pr. Ilieș Sociu (1966-1975; 1979-1983);
pr. Eduard Kozanovschi (1975-1979);
pr. Martin Cabalaș (1983-1984).
Parohia Sf. Anton de Padova mai are o casă parohială proprie și o sală de cateheză.
Parohia are ca filiale Voluntari și Afumați; nu are un cimitir propriu.

## Congregații și asociații prezente
Surorile Franciscane ale Preasfintelor Inimi
Misionarii Carității
Asociația Fecioara Maria a Milostivirii în Romania
Asociația caritativă Sf. Vincențiu de Paul – București 2
Mica Operă a Divinei Providențe -  Don Orione (FDP)
Comunitatea „Papa Ioan al XXIII-lea”

## Viața liturgică și activitățile parohiale
Viața liturgică a parohiei Sf. Anton de Padova – București e legată practic de viața liturgică a Bisericii Romano-Catolice și ritul latin.
În primul rând se celebrează zilnic Sfânta Liturghie. Credincioșii pot veni zi de zi la Sfintele Liturghii dar cei mai mulți participă Duminica și în sărbătorile de poruncă, mai ales de Crăciun și de Paște. Apoi sunt celebrate sacramentele sau sfintele taine, atât cele ale inițierii creștine (Botezul, Mirul și Euharistia, cât și cele de vindecare (Spovedania și Ungerea Bolnavilor sau Maslul).
Într-una din duminicile de după Paște, copiii care au ajuns la vârsta priceperii și au făcut pregătirea catehetică specifică în acest sens primesc Prima Sfânta Împărtășanie. În schimb, sacramentul Mirului este administrat doar de către Episcop, tuturor adolescenților și tinerilor care au cunoscut mai bine credința creștină și o pot mărturisi cu mai multă maturitate.
În fiecare zi credincioșii se pot spovedi în confesionalele din biserică; în general preoții sunt disponibili pentru spovadă înainte de începutul Sfintelor Liturghii, în timpul Rozariului.

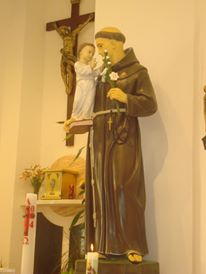
Statuia Sf. Anton de Padova din Biserica din Colentina (București)

În fiecare primă Vinere a lunii are loc devoțiunea către Preasfânta Inima a lui Isus. Preotul vizitează persoanele în vârstă din parohie pentru Spovadă și Împărtășanie. De asemenea, în mod obișnuit în cadrul adorației euharistice se face consacrarea generală și litania la Preasfânta Inimă a lui Isus. În primele Sâmbete ale lunii este cinstită Inima Neprihănită a Mariei.
De obicei, la începutul anului preotul binecuvântează casele credincioșilor.
În timpul Postului Mare, în mod special Miercurea și Vinerea, se practică rugăciunea Calea Crucii. Este de fapt urmarea drumului pe care Isus l-a făcut odinioară de la casa lui Pilat și până pe Golgota, unde a fost răstignit și a murit pe cruce. Cele 14 stațiuni sunt așezate de-a lungul bisericii iar preotul și credincioșii le urmează una câte una în rugăciune și cântec.
Sfânta Fecioară Maria este cinstită în mod special prin rugăciunea Sfântului Rozariu, ce se spune zilnic înainte de Sfânta Liturghie.
Marțea este ziua închinată Sfântului Anton de Padova, patronul bisericii. Credincioșii își cinstesc patronul venind în fiecare marți la Sfânta Liturghie, rugându-se lui Dumnezeu pentru binecuvântare și ajutor prin mijlocirea acestui sfânt popular, supranumit sfântul minunilor. După ritualul Sfintei Împărtășanii, preotul înalță rugăciunile și cântecele specifice înaintea statuii Sfântului Anton și binecuvântează pâinea, pe care enoriașii o poartă la biserică și care mai apoi este împărțită tuturor, în special săracilor. La sfârșit Liturghiei se venerează relicva Sfântului Anton. Tradițional în biserica Sf. Anton se ține o trezenă (13 Marți) înainte de hramul bisericii și o novenă (9 Marți) toamna pană la începerea Adventului.
Hramul se sărbătorește anual pe 13 iunie. Se celebrează o Sfânta Liturghie solemnă în cadrul căreia preoții binecuvântează crinii (florile atribuite Sf. Anton) și copiii, mai ales cei mici aduși de mamele lor sau de cei dragi, în amintirea faptului că pruncul Isus i-a apărut sfântului sub chip de prunc spre finalul vieții sale când era suferind. Liturghia se încheie cu o procesiune deosebită cu statuia Sfântului Anton și cu florile binecuvântate în piața din fața bisericii.
Din data de 30 martie 2014 se păstrează în biserică și o relicvă cu moaște ale Fericitului Vladimir Ghika, preot martir al Bisericii locale, comemorat în România la data de 16 mai. În fiecare zi de Vineri, în biserica Sf. Anton de Padova se adresează rugăciuni acestui fericit și la sfârșitul Liturghiei se venerează relicva cu moaștele sale. Totodată, se înalță multe alte rugăciuni lui Dumnezeu prin mijlocirea diferiților sfinți, în mod special către Sfânta Fecioară Maria sau Maica Domnului, rugăciuni ce se zic timp de nouă zile (novenă), de obicei înainte de sărbătoarea sfântului respectiv.